# Lynn Abbey
Pour les articles homonymes, voir Abbey.
 (octobre 2015).
Si vous disposez d'ouvrages ou d'articles de référence ou si vous connaissez des sites web de qualité traitant du thème abordé ici, merci de compléter l'article en donnant les références utiles à sa vérifiabilité et en les liant à la section « Notes et références ».
Marilyn Lorraine Abbey, dit Lynn Abbey, née le 8 septembre 1948 à Peekskill dans l'État de New York, est une écrivaine américaine.

## Biographie
Les premières publications de Lynn Abbey, le roman Daughter of the Bright Moon, et la nouvelle The Face of Chaos, contenue dans une anthologie, datent de 1979. Gordon R. Dickson l'encourage à ses débuts.
Dans les années 1980, elle épouse Robert Asprin et devient sa coéditrice des livres Thieves World.
Abbey et Asprin divorcent en 1993 et Abbey s'installe à Oklahoma City. Elle continue à écrire des romans durant cette période, aussi bien des romans originaux que des adaptations de jeux de rôles pour TSR. 
En 2002, elle revient  chez Thieves World avec le roman Sanctuary et recommence également à faire des anthologies, notamment Turning Points.